# Галкина, Любовь Владимировна
Любовь Владимировна Галкина (род. 15 марта 1973, Алапаевск, Свердловская область) — российская спортсменка, олимпийская чемпионка 2004 года в стрельбе из винтовки из трёх положений, чемпионка мира 2006 года, многократная чемпионка Европы в стрельбе из винтовки. Заслуженный мастер спорта России (2004).

## Биография
В стрелковый спорт попала случайно, когда на сдаче норм ГТО Леонид Шевцов, ставший первым тренером Галкиной, уговорил её приходить в тир на тренировки. До шестого класса будущая чемпионка весьма успешно занималась в изобразительном кружке средней школы № 5 города Алапаевска.
В школьные годы она также занималась в секции цирковой акробатики, затем волейболом и гандболом, даже выступала за гандбольную команду Уральского политехнического института (УПИ).
Закончила Уральский государственный технический университет — УПИ по специальности «защитное покрытие металлоизделий», но инженером-металлургом не проработала ни дня, так как ещё во время учебы стала членом сборной России по стрельбе. За сборную страны выступает с 1997 года.
ПО собственному признанию очень любит путешествовать. К своим хобби также относит горные лыжи, чтение и рисование, увлекается собиранием монет. После первого заграничного выезда привезла монету достоинством 100 итальянских лир, которая и послужила началом её коллекции. Теперь из каждого заграничного турнира она привозит местные «валюты». Однако, «коллекция» медалей у неё всё-таки больше, чем количество собранных монет.
С 1999 года живёт в городе Домодедово Московской области.
После прохождения школы ДОСААФ Галкина изъявила желание служить в армии, в настоящее время имеет звание майора.
Была замужем за Евгением Алейниковым (1967—2024), бронзовым призёром Олимпийских игр 2000 года в пулевой стрельбе, имеет сына Тимофея.

## Спортивные достижения
Меня с детства приучали серьёзно относиться к выбранному делу, и я упорно тренировалась, не торопила событий и в конце концов добилась успеха.
- Участница Олимпийских игр 2000 года (4-е место)
- Олимпийская чемпионка 2004 года
- Серебряный призёр Олимпийских игр 2004 и 2008
- Чемпионка мира 2006 года
- Бронзовый призёр чемпионата мира 2002 года.
- 7-кратная чемпионка Европы (1999—2004)

## Награды
- Медаль ордена «За заслуги перед Отечеством» II степени — За большой вклад в развитие физической культуры и спорта, высокие спортивные достижения на Играх XXIX Олимпиады 2008 года в Пекине[4]
- Орден Почёта (2006) «За большой вклад в развитие физической культуры и спорта и высокие спортивные достижения»[5]
- Почётный гражданин города Домодедово[6]
- Заслуженный мастер спорта России (2004)